# Luis Robaina Piedra
Luis Robaina Piedra (21 de junio de 1902 - 10 de octubre de 1989) fue un militar cubano.

## Biografía
En septiembre de 1924 se alistó en el Ejército. Participó en el golpe de Estado de 1952 que derrocó al presidente Carlos Prío. Robaina era capitán en activo del Ejército en el Campamento Militar de Columbia, en La Habana, y fue el chofer del auto en que iba el jefe del golpe de Estado, senador Fulgencio Batista, cuando entró el 10 de marzo de 1952 en ese campamento, acción principal del golpe de Estado. Batista lo ascendió del grado de capitán al de general de brigada. Fue jefe del Cuartel Maestre así como consuegro de Batista, por lo que manejaba los presupuestos militares. En diciembre de 1957 fue ascendido a mayor general. Fue Inspector General del Ejército de 1956 a 1958. Firmó el 1 de enero de 1959 la renuncia de Fulgencio Batista junto con Anselmo Alliegro, en su carácter de presidente del Senado; el general en jefe Francisco Tabernilla Dolz, jefe del Estado Mayor Conjunto; el teniente general Pedro Rodríguez Ávila, jefe del Ejército; el general de brigada Roberto Fernández Miranda, jefe del Departamento Militar de La Cabaña; el general de brigada Francisco Tabernilla Palmero, jefe de la División de Infantería del Campamento de Columbia; el mayor general Juan Rojas González, jefe de Logística; el almirante José N. Rodríguez Calderón, jefe de la Marina de Guerra; y el brigadier Pilar García García, jefe de la Policía Nacional. En la madrugada del 1 de enero de 1959 huyó de Cuba debido a la caída de la dictadura de Fulgencio Batista. Viajó en el avión presidencial Guáimaro (no iba Batista) hacia Jacksonville, Florida, EE. UU., junto con el general en jefe Francisco Tabernilla Dolz, los hijos de este, y otros funcionarios gubernamentales y familiares.